# Hum (Vis)
Der Berg Hum ist mit einer Höhe von 587 Metern die höchste Erhebung auf der Insel Vis in Kroatien; er liegt im Osten der Insel nahe dem Ort Komiža. 
Da vom Hum aus ein guter Überblick besteht, errichtete die Armee am Gipfel eine militärische Radarstation.
Weil dort oben eine Militärstation aufgebaut wurde, wurde sie auch vermint.